# Witiko VI. von Rosenberg
Witiko VI. von Rosenberg (tschechisch Vítek VI. z Rožmberka; † 22. September 1277) war ein böhmischer Adliger. Er entstammte dem witigonischen Familienzweig der Rosenberger.

## Leben
Witikos Eltern waren der Oberstmarschall von Böhmen und Landeshauptmann der Steiermark Wok von Rosenberg und Hedwig von Schaunberg. Sein älterer Bruder war der spätere Oberstkämmerer von Böhmen, Heinrich I. von Rosenberg. Wie dieser lebte vermutlich auch Witiko auf der Burg Rosenberg. Witiko ist erstmals am 19. März 1272 bezeugt, als er und sein Bruder dem Kloster Hohenfurt das Kirchenpatronat über die Kirche von Raabs an der Thaya schenkten. Als Zeugen waren zugegen
- die Brüder Zawisch von Falkenstein, Witiko II. von Krumau und Wok I. von Krumau, Söhne des Budiwoj von Krumau
- Heinrich von Krumau und Wok II. von Krumau, Söhne des Witiko I. von Krumau[1] sowie
- Benesch von Harachy (Beneš z Harachu/Horachu) und dessen zwei Brüder[2].

Es ist nicht bekannt, wie alt Witiko war, als er 1277 starb. Er war wahrscheinlich nicht verheiratet und wurde vermutlich in der Familiengruft in der Klosterkirche von Hohenfurth beigesetzt.